# Audi V8
Audi V8 – samochód osobowy klasy luksusowej produkowany pod niemiecką marką Audi w latach 1988–1993.

## Historia i opis modelu

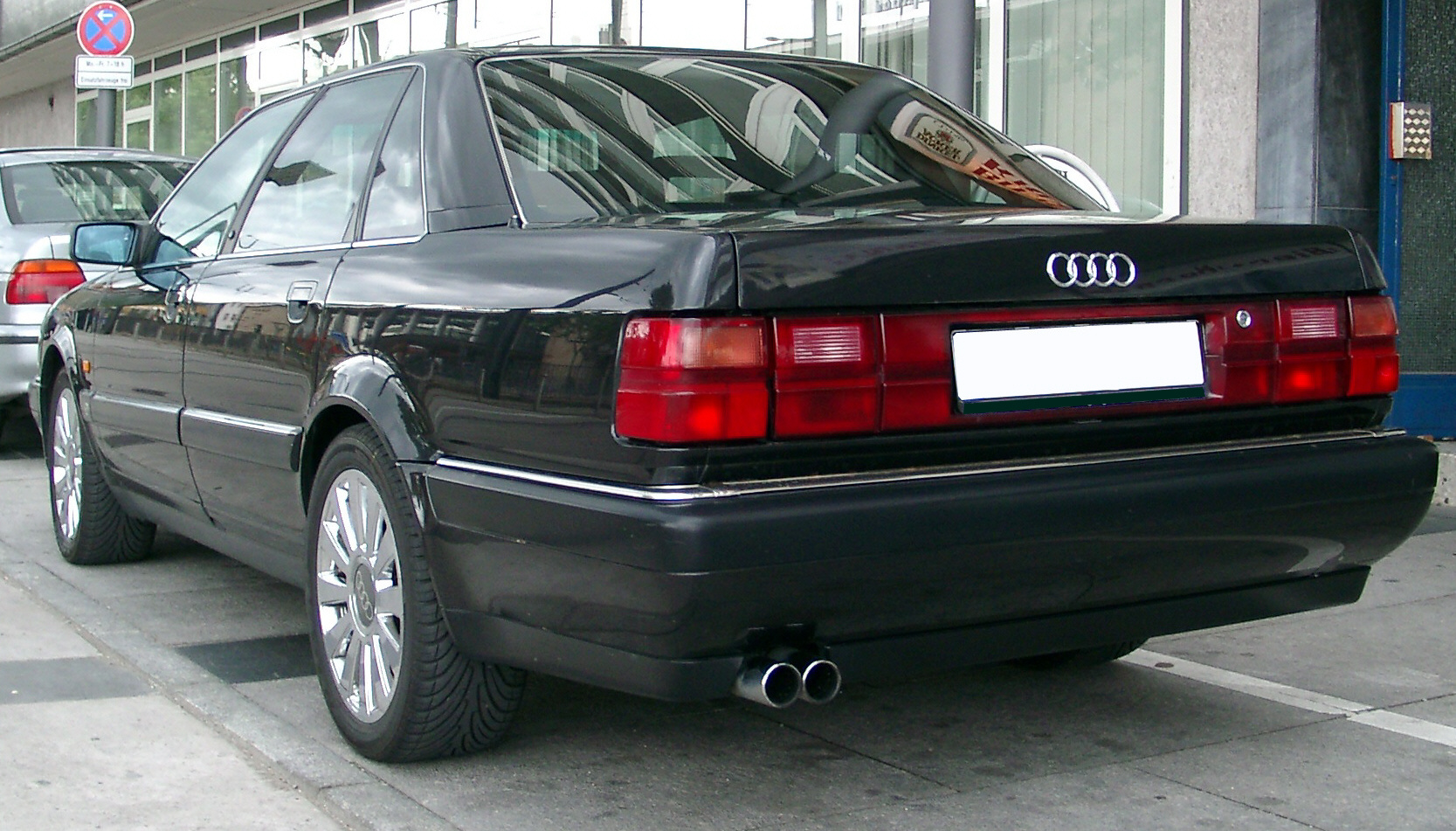
Audi V8 - tył

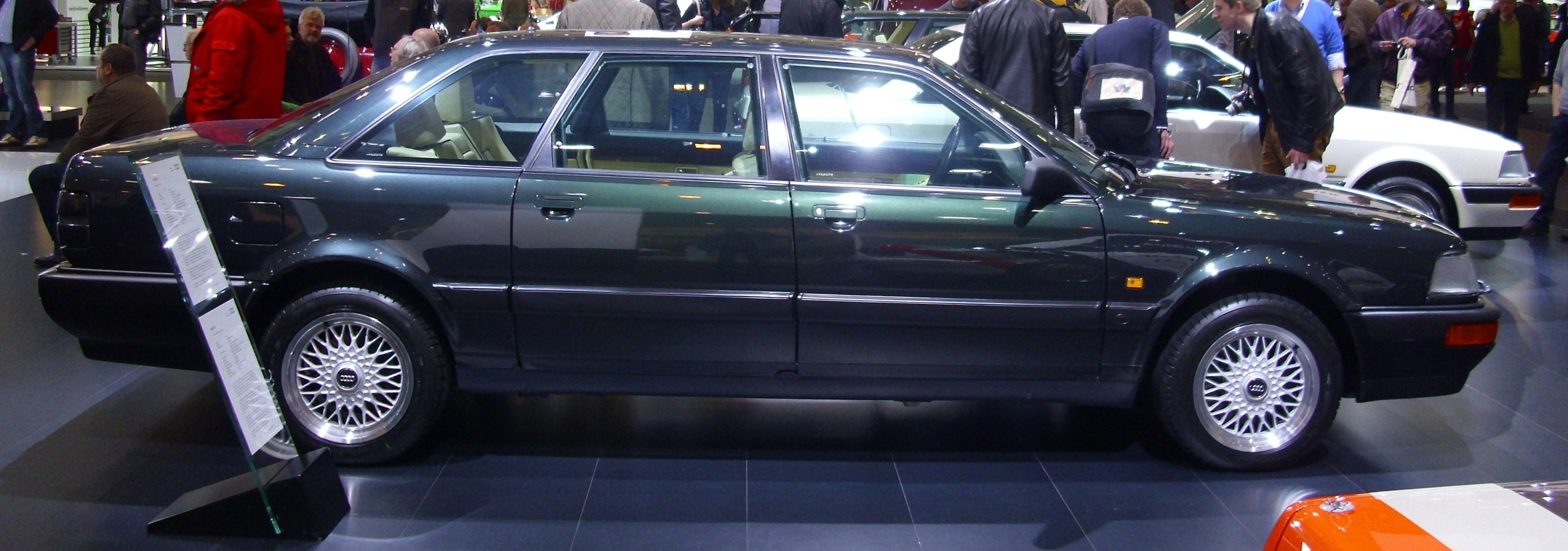
Audi V8 Lang

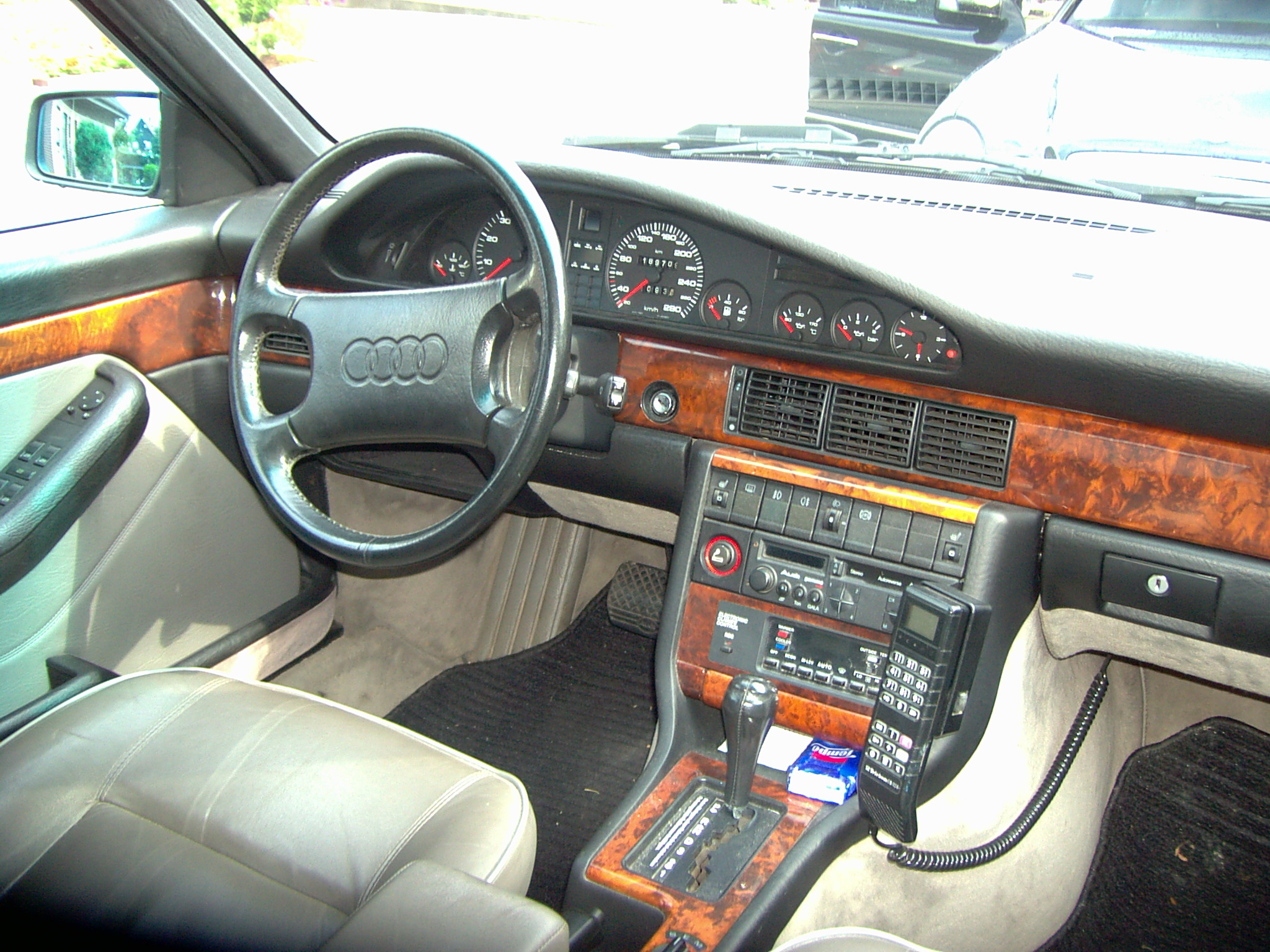
Audi V8 - wnętrze

Auto zostało po raz pierwszy zaprezentowane podczas targów motoryzacyjnych w Genewie w 1988 roku. Samochód, mimo że zbudowany został na bazie płyty podłogowej modeli 100 i 200, konkurować mógł m.in. z BMW i Mercedesem dzięki 32-zaworowemu, wtryskowemu silnikowi benzynowemu w układzie V8, napędowi Quattro i dopracowanej skrzyni biegów. Samochód stylistycznie przypominał modele 100 i 200, jednak różnił się od nich grillem, powiększonym rozstawem osi, poszerzonymi błotnikami, innymi zderzakami oraz większymi kołami. W 1990 roku wprowadzono na rynek dłuższą wersję Lang. W 1992 roku we wnętrzu pojazdu dokonano kilku zmian stylistycznych, zmieniono m.in. panel Climatronic oraz odcień drewna na bardziej wyrazisty. W tym samym roku wprowadzono na rynek mocniejszą wersję Exclusive z silnikiem V8 o pojemności 4.2 litra i mocy 280 KM.
Standardowo pojazdy V8 były wyposażone m.in. dwie poduszki powietrzne, ABS, ogrzewanie postojowe, elektryczne sterowanie szyb, elektryczne sterowanie lusterek z pamięcią ustawień oraz podgrzewaniem, elektryczną regulację foteli z pamięcią ustawień oraz podgrzewaniem, elektryczne sterowanie szyberdachu, domykanie szyb oraz szyberdachu z pilota, funkcję automatycznego przestawiania lusterek podczas cofania oraz telefon satelitarny, system alarmowy, klimatyzację automatyczną, tempomat, 8-głośnikowy system audio firmy Bose, podgrzewane dysze spryskiwaczy.

### Silniki
| Silniki benzynowe | Silniki benzynowe | Silniki benzynowe        | Silniki benzynowe      | Silniki benzynowe | Moc / Nm                        | Moc / Nm               | Osiągi     | Osiągi              |
| Model             | Wersja            | Silnik                   | Skrzynia biegów        | Skrzynia manualna | Moc maksymalna                  | Maksymalny moment Nm   | 0–100 km/h | Prędkość maksymalna |
| ----------------- | ----------------- | ------------------------ | ---------------------- | ----------------- | ------------------------------- | ---------------------- | ---------- | ------------------- |
| V8                | 3.6i              | 8-cylindrowy, 3.6l - 32v | 5-biegowa manualna     | ✔                 | 184 kW / 250 KM @ 5800 obr./min | 340 Nm @ 4000 obr./min | 7,6 sek    | 244 km/h            |
| V8                | 3.6i              | 8-cylindrowy, 3.6l - 32v | 4-biegowa automatyczna | ☐ (opcjonalnie)   | 184 kW / 250 KM @ 5800 obr./min | 340 Nm @ 4000 obr./min | 9,2 sek    | 232 km/h            |
| V8 Lang           | 3.6i              | 8-cylindrowy, 3.6l - 32v | 4-biegowa automatyczna | ☐ (opcjonalnie)   | 184 kW / 250 KM @ 5800 obr./min | 340 Nm @ 4000 obr./min | 9,5 sek    | 230 km/h            |
| V8                | 4.2i              | 8-cylindrowy, 4.2l - 32v | 4-biegowa automatyczna | ☐ (opcjonalnie)   | 206 kW / 280 KM @ 5800 obr./min | 400 Nm @ 4000 obr./min | 7,7 sek    | 249 km/h            |
| V8 Lang           | 4.2i              | 8-cylindrowy, 4.2l -32v  | 4-biegowa automatyczna | ☐ (opcjonalnie)   | 206 kW / 280 KM @ 5800 obr./min | 400 Nm @ 4000 obr./min | 7,9 sek    | 249 km/h            |
| V8                | 4.2i              | 8-cylindrowy, 4.2l - 32v | 5-biegowa manualna     | ✔                 | 206 kW / 280 KM @ 5800 obr./min | 400 Nm @ 4000 obr./min | 7,0 sek    | 249 km/h            |
| V8                | 4.2i              | 8-cylindrowy, 4.2l - 32v | 6-biegowa manualna     | ✔                 | 206 kW / 280 KM @ 5800 obr./min | 400 Nm @ 4000 obr./min | 6,8 sek    | 249 km/h            |

### Sport

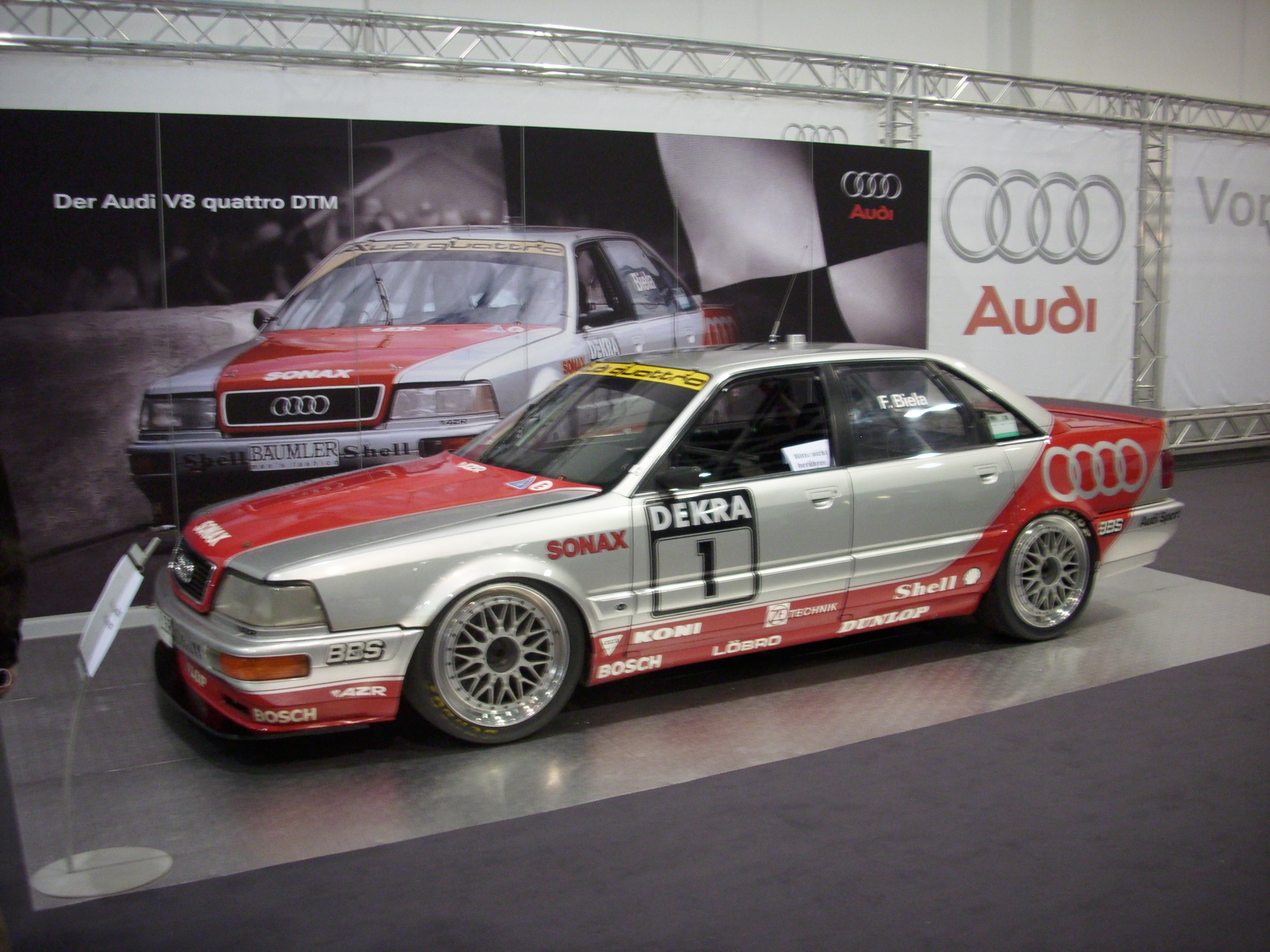
Audi V8 DTM

W 1990 roku Audi wyprowadziło na tor model V8 przystosowany do wyścigów DTM, którego kierowcami byli Hans-Joachim Stuck, Walter Röhrl i Frank Jelinski tworzący ekipę Schmidt Motorsport. H. Stuck zdobył mistrzostwo, a rok później Audi wprowadziło kolejną ekipę do wyścigów – Audi Zentrum Reutligen w składzie Frank Biela i Huber Haupt. Biela zdobył mistrzostwo w 1991 roku, jednak Audi straciło tytuł mistrzowski w 1992 roku. Potem włodarze DTM oświadczyli, iż wał korbowy w Audi V8 jest nieregulaminowy i Audi wycofało się z wyścigów.